# Rolls-Royce Silver Shadow
De Rolls-Royce Silver Shadow is een luxe auto die door Rolls-Royce Limited geproduceerd werd van 1965 tot 1980. De Silver Shadow verving de Silver Cloud en werd op zijn beurt vervangen door de Silver Spirit. 

## Geschiedenis
De introductie van de Rolls-Royce Silver Shadow I in 1965 betekende een radicale modernisering voor het merk. Naast het veel moderner ogende ontwerp kreeg de Silver Shadow ook een aantal voorzieningen die nieuw waren bij Rolls-Royce. Daaronder schijfremmen, monocoque zelfdragende constructie en onafhankelijke wielophanging achteraan. De meest opvallende vernieuwing was het hydropneumatisch ophangingssysteem dat via een licentie van Citroën kwam. Dit systeem zorgt ervoor dat de auto op een constante hoogte boven het wegdek blijft, ongeacht de belasting. Het systeem werd eerst op beide assen toegepast maar vanaf 1969 enkel op de achteras toen bleek dat die bijna al het werk deed.
In 1977 werden een aantal ingrijpende aanpassingen gedaan waarna het model Silver Shadow II heette. De opvallendste aanpassingen waren te vinden in de stuurinrichting die nu een rondsel met tandheugel had, aanpassingen aan de voorwielophanging die de wegligging opmerkelijk verbeterden en nieuwe bumpers die van een legering met rubber en niet langer van chroom waren gemaakt. Ook werden centrale deurvergrendeling en een roestvrijstalen uitlaat geïnstalleerd.
Vanaf 1969 werd ook een verlengde versie van de Silver Shadow aangeboden. De wielbasis van die versie was met 10,16 cm verlengd; ruimte die ten voordele van de beenruimte achterin was. Sommige van deze verlengde Silver Shadows hadden ook een glazen scheidingswand tussen voor- en achterbank. De verlengde Silver Shadow I heette gewoonweg Silver Shadow Long Wheelbase. De verlengde Silver Shadow II's kregen de naam Silver Wraith II.
De tweelingbroer van de Silver Shadows heette Bentley T en die volgde de modellenopvolging van Rolls-Royce. In 1977 was er dus de T II en de versies met verlengde wielbasis heetten T Long Wheel Base en T II Long Wheel Base. Enkel de emblemen en het radiatorrooster verschilden met de Rolls-Royces.
De Silver Shadow is tot nu toe de meest succesvolle auto van Rolls-Royce geweest. In totaal werden meer dan 38.000 exemplaren gebouwd; alle varianten en Bentleys inbegrepen. Zeer opmerkelijk voor een model in deze prijsklasse. De voorafgaande Silver Cloud haalde minder dan de helft van dit aantal. De Silver Shadow I kostte bij de introductie in oktober 1965 £6556 (€9519).

## Technisch
De Silver Shadow I mat 5,37 m lengte en zette 2,2 ton op de schaal. De hoogte en het gewicht van het nieuwe model werden hiermee sterk beperkt. Tot en met 1969 waren de modellen voor de Britse thuismarkt voorzien van een 6,2 l V8 die 172 pk leverde. Exportmodellen, en vanaf 1970 alle modellen van de I en ook de Silver Shadow II, kregen een 6,7 l V8 die 189 pk sterk was. Beide motoren waren gekoppeld aan een Turbo-Hydramatic 400 met 3 versnellingen, afkomstig van General Motors. De 6,7 l gaf de Silver Shadow een top van 170 tot 190 km/u naar versie. De wielbasis voor de SS I en de SS II was identiek, te weten 3035,3 mm voor de gewone versie en 3136,9 mm voor de verlengde versie.

## Versies

### Silver Shadow I
- 16.717 Saloon
- 2776 Long Wheelbase (vanaf 1969)
- 606 2-deurs Fixed Head Coupé (FHC) (tot 1971)
- 505 Convertible (1967-1971)
- 1 coupé (1968)
- Totaal: 20.605

De FHC en de Convertible kregen in 1971 een eigen identiteit onder de naam Rolls-Royce Corniche. De FHC bleef tot 1982 in productie en de Convertible (cabriolet) tot 1996. Ook de Rolls-Royce Camargue was een coupé afgeleid van de Silver Shadow die van 1975 tot 1986 in productie was.

### Silver Shadow II
- Zie Silver Shadow I
- 8325 Silver Shadow II
- 100 Silver Shadow II gelimiteerde serie met rood embleem ter gelegenheid van de 75e verjaardag van het merk

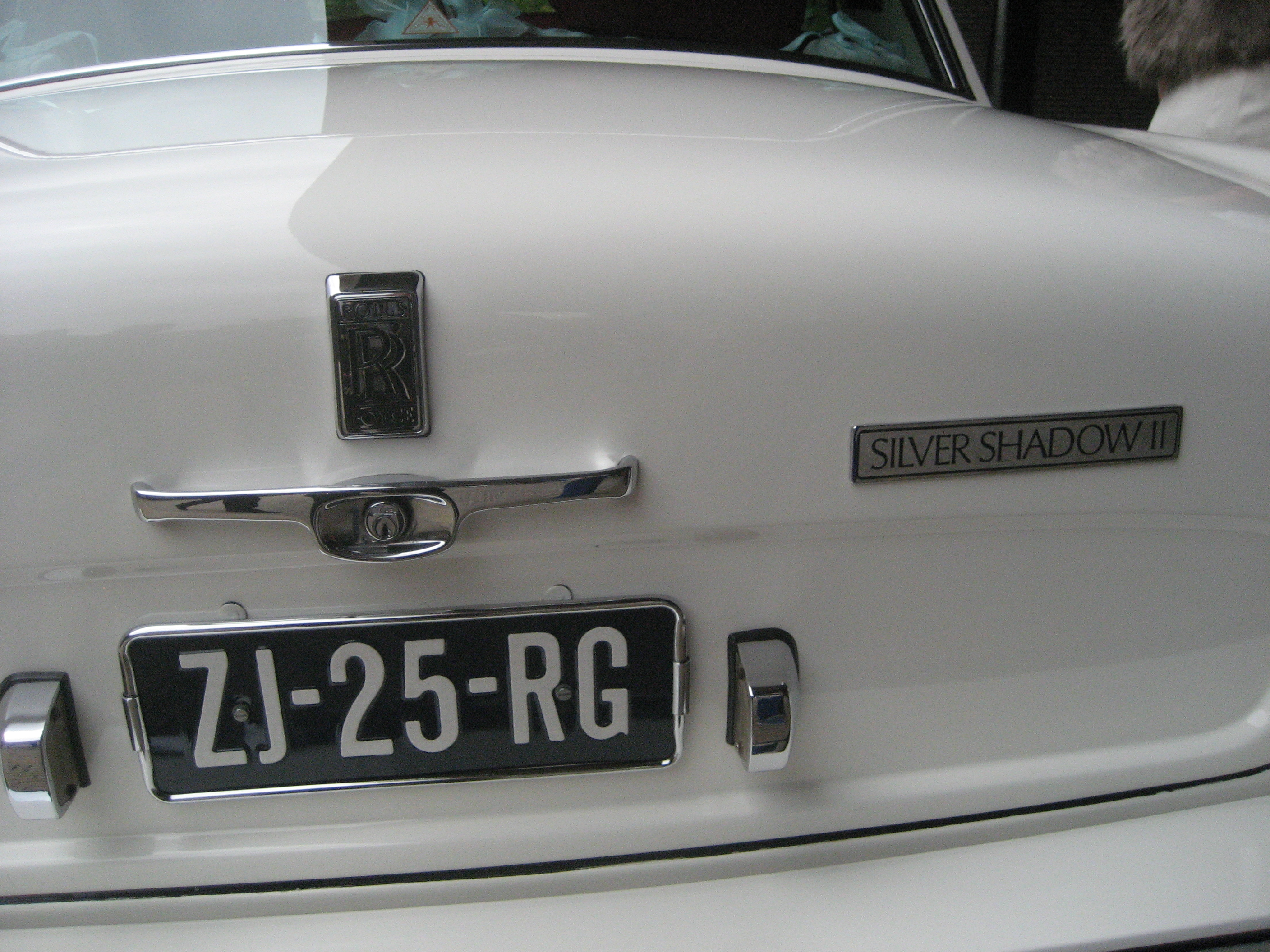
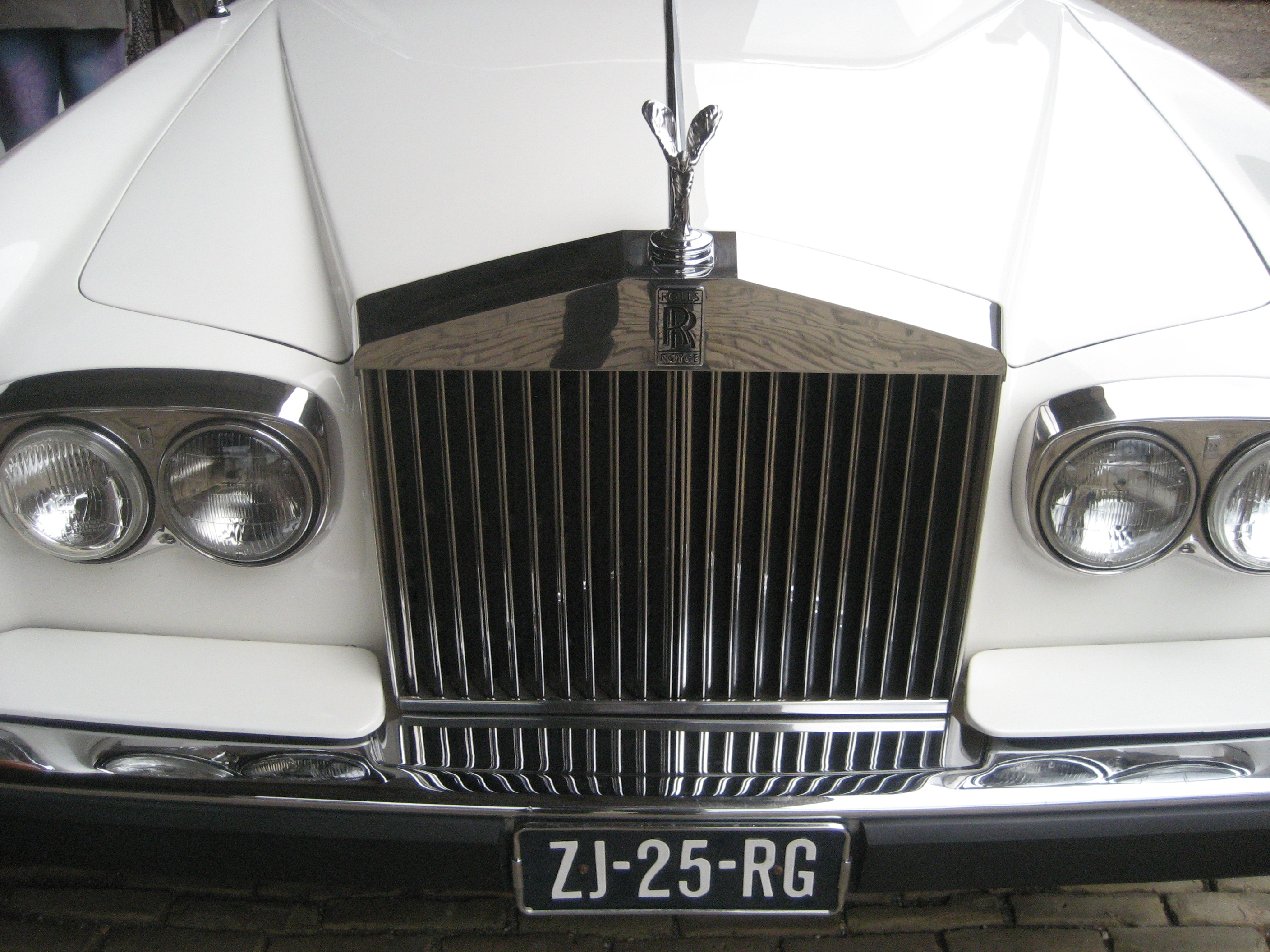
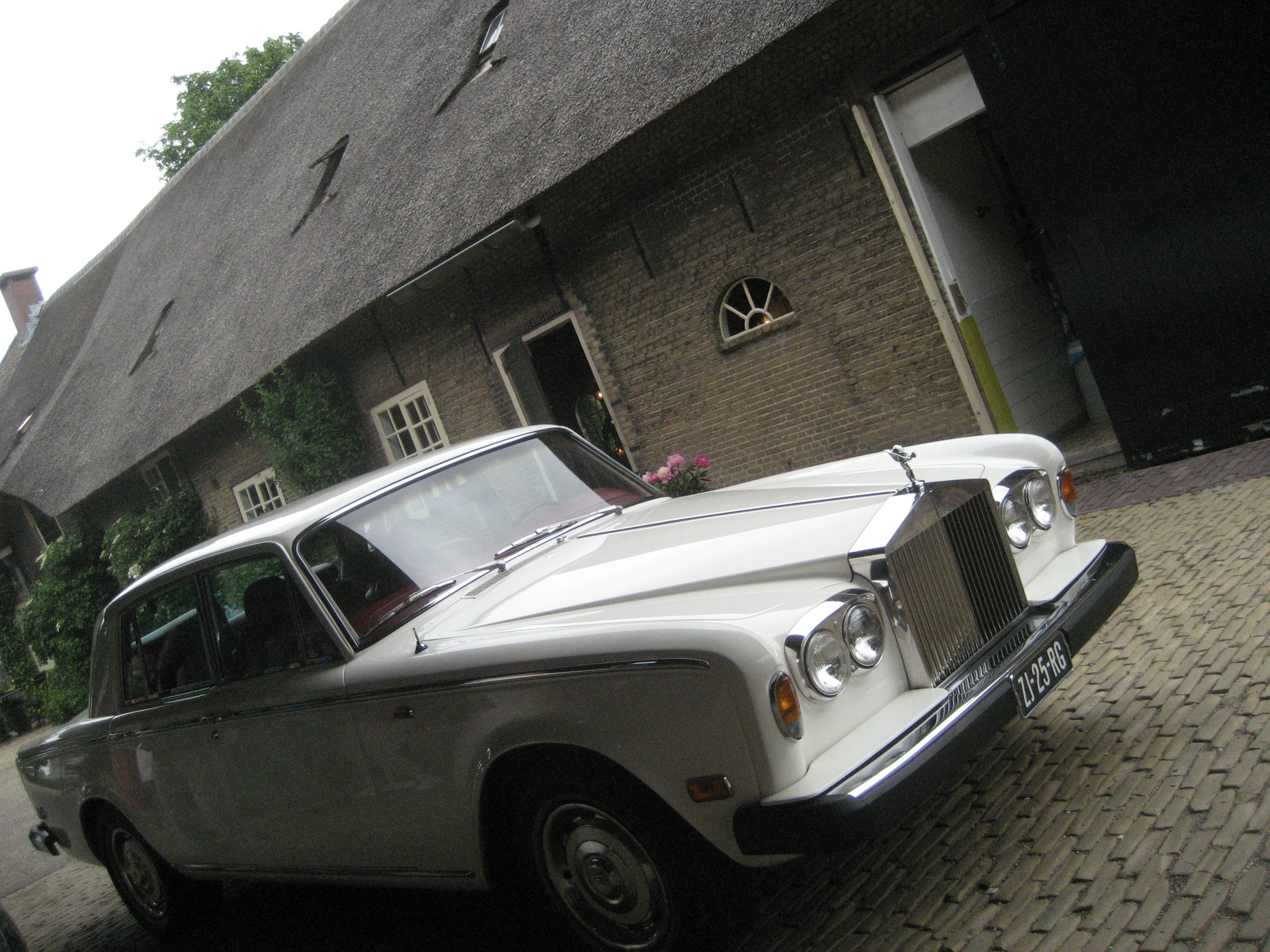
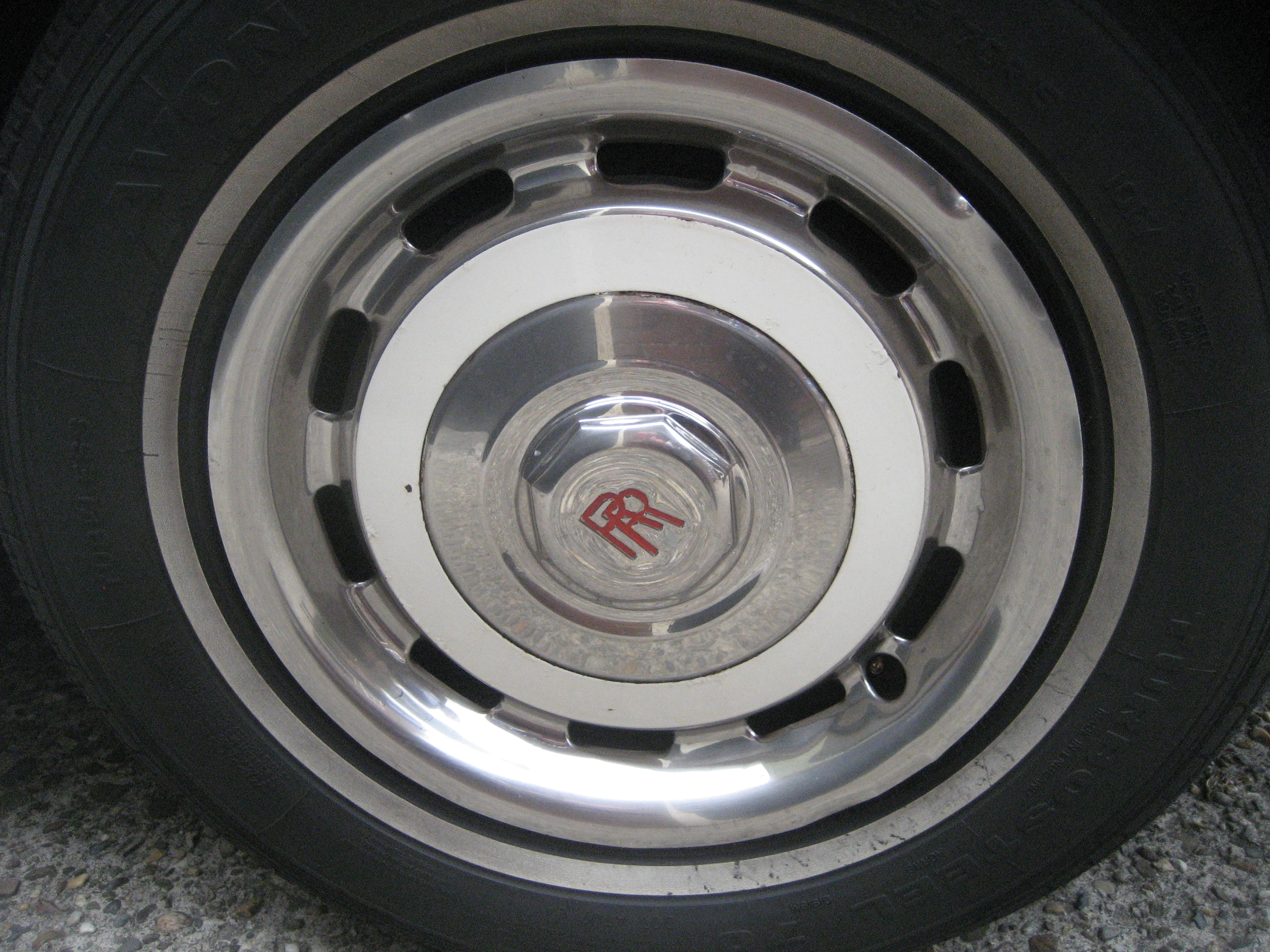

- 2145 Silver Wraith II